# Johann Friedrich Brandis
Johann Friedrich Brandis (* 11. September 1760 in Hildesheim; † 9. Mai 1790; abweichend 6. Mai 1790) war ein deutscher Jurist und Hochschullehrer.

## Leben
Johann Friedrich Brandis wurde als Sohn von Christian Dietrich Brandis (1722–1800), Hofgerichtsassessor, und  dessen Ehefrau Sophie Charlotte Juliane (1728–1785), einer Tochter des Apothekers Johann Justus Goedicke, geboren. Er hatte fünfzehn Geschwister, einer seiner Brüder war der Arzt und Apotheker Joachim Dietrich Brandis und ein weiterer Bruder war der Generalsuperintendent Friedrich Brandis. Namentlich sind weiterhin bekannt:
- Agnes Juliane Brandis (* 28. August 1750 in Hildesheim; † 20. Juli 1837 ebenda), verheiratet mit Carl Gottfried Alberti (* 21. August 1738 in Bad Wildungen; † 26. Dezember 1813 in Eschershausen), Superintendent;
- Christian Wilhelm Brandis (* 27. Dezember 1752 in Hildesheim; † 19. September 1776 ebenda), Dr. jur. und Advokat;
- Eleonore Juliane Maria Brandis (* 11. März 1756 in Hildesheim; † 10. Oktober 1844 ebenda), verheiratet mit Johann Friedrich Koken (* 19. Juli 1750 in Hildesheim; † 2. Januar 1784 in Alfeld), Syndicus;
- Wilhelmine Brandis (* 28. November 1757 in Hildesheim; † unbekannt);
- Johann Carl Brandis (* 12. Januar 1759 in Hildesheim; † 6. März 1787 ebenda), Hofgerichtsassessor;
- Ferdinand Heinrich Brandis (* 22. September 1764 in Hildesheim; † 20. Mai 1851 in Aurich), Direktor der Justiz-Kanzlei in Aurich;
- Christine Margarethe Brandis (* unbekannt; 17. Februar 1850 in Hildesheim), Stiftsdame;
- Johanna Charlotte Brandis (* 21. März 1769 in Hildesheim; † 20. Januar 1841 in Aurich);
- Lucie Dorothea Brandis (* 2. Juli 1772 in Hildesheim; † 28. Juli 1828 in Grasdorf), verheiratet mit Friedrich August Ebbecke, Pastor;
- Carl Friedrich Georg Brandis (* 4. März 1774 in Hildesheim; † 31. Juli 1831 in Kiel), Kaufmann und Fabrikant;
- Gottfried Adolph Dietrich Brandis (* 11. März 1777 in Hildesheim; † 13. Dezember 1809 in Göttingen), Advokat und Tribunalprokurator.

Johann Friedrich Brandis begann 1779 ein Jura-Studium an der Universität Göttingen, hörte Vorlesungen bei Johann Stephan Pütter und promovierte 1784 bei diesem mit der Dissertation De vera ordinis succedendi ex maioratu notione ex pactis familiarum.
1785 wurde er außerordentlicher Professor der Rechte an der Universität Göttingen. Er unternahm eine längere Reise nach Wetzlar, Regensburg und Wien, kehrte im November 1787 zurück und wurde in das Spruchkollegium (Lehrbeanstandungen) der Juristen-Fakultät als außerordentlicher Beisitzer aufgenommen. In seinen Vorlesungen las er über den Reichsprozess, deutsches Staatsrecht und Kanonisches Recht.
Er veröffentlichte einige Abhandlungen zu staatsrechtlichen Themen. Im Mai 1783 wurde er Mitglied der Göttinger Loge „Augusta zu den drei Flammen“.

## Schriften (Auswahl)
- De Vera Ordinis Succedendi Ex Maioratu Notione Ex Pactis Familiarum Illustrium Repetenda. Goettingae: Dieterich, 1784
- Johann Friedrich Brandis; Friedrich Wilhelm von der Schulenburg-Kehnert: Darlegung der Gründe die den Herrn Major Friedrich Wilhelm von der Schulenburg auf Betzendorf zu der alleinigen Erbfolge in der Herrschafft Lieberose bey dem jetzigen Succeßionsfall berechtigen. Göttingen Niedersächsische Staats- und Universitätsbibliothek 1784.
- Johann Friedrich Brandis; Philipp Jacob Winckler: D. Johann Friederich Brandis, ausserordentlichen Professors der Rechte zu Göttingen, Geschichte der inneren Verfassung des K. R. Kammergerichts hauptsächlich in Hinsicht der Anordnung der Senate als ein historischer Kommentar über Art. 20. 21. des Reichsschlusses von 1775. Wetzlar Winkler Göttingen Niedersächsische Staats- und Universitätsbibliothek Wetzlar 1785.
- Ueber das reichsritterschaftliche Staatsrecht und dessen Quellen. Göttingen bey Johann Christian Dieterich 1788.